# 大阪府立北大阪高等職業技術専門校
大阪府立北大阪高等職業技術専門校（おおさかふりつきたおおさかこうとうしょくぎょうぎじゅつせんもんこう）は、大阪府が所管している公共職業訓練校の1つ。北大阪高等職業技術専門校、東大阪高等職業技術専門校、南大阪高等職業技術専門校、芦原高等職業技術専門校、夕陽丘高等職業技術専門校、大阪障害者職業能力開発校の6つがある。
呼び方も様々であり、「北大阪技術専門校」「北大阪校」「北大阪職業訓練校」「北大阪ぎせんこう」がある。北大阪技術専門校が立地する津田サイエンスヒルズ（関西文化学術研究都市）は、研究開発型企業21社が集積した大阪府内有数の先端産業拠点である。
北大阪技術専門校は、この恵まれた立地環境を最大限に活かし、地域の企業と連携し、ものづくり（機械系、制御系）や建築の分野において最先端の訓練を行い、企業のニーズに対応した技術者を育成していくことが目的である。
また、障がい者の方の雇用を促進するため、知的障がいのある方の訓練も行っている。

## 訓練科目
訓練科目は9科目あり、大きく「機械系」「制御系」「建築系」の3系に分かれる。
- 金属加工科
- モールドクラフト科
- 3Dマシンクラフト科
- ロボテックオートメーション科
- ICTプログラミング科
- 建築設計科
- 住宅設備科
- インテリア木工科
- ワークトレーニング科

## 交通アクセス
- 河内磐船駅より京阪バス（交野営業所により運行）